# Георгиевская рота
Георгиевская рота (с начала декабря по 13 (26) декабря 1917 года — 1-я Гео́ргиевская офице́рская ро́та)  — одна из первых частей Добровольческой армии.

## История
Сформирована в середине ноября 1917 года в Новочеркасске из кадра 1-го Георгиевского запасного полка (в количестве 16 офицеров и 10 рядовых) его командиром полковником И. К. Кириенко. Насчитывала 50-60 человек.
В начале декабря 1917 года, при формировании офицерских рот, получила номер 1, но 13 декабря снова была переименована в Георгиевскую.
Георгиевская рота 26 января — 1 декабря 1917 года участвовала в штурме Ростова в составе одного из казачьих отрядов Каледина, который завершился успешно 1 [14] декабря. В конце декабря 1917 года — начале января 1918 года рота была отправлена на помощь партизанским отрядам на станцию Матвеев Курган, где вошла в Таганрогский отряд полковника Александра Кутепова. Принимала участие в боях 28 января [10 февраля] 1918 года в районе Таганрога против группы Сиверса численностью до 10 тыс. человек. Вместе с ростовской ротой была выделена в особый отряд, прикрывавший направление от Матвеева Кургана до Ростова. До 8 [21] февраля занимала позицию в направлении на местечко Султан Салы:639.
К концу боев в роте оставалось около 40 штыков из первоначальных 70. В Ростове отряд Кутепова был сведён в 3-й офицерский батальон под его начальством, в котором Гвардейская рота стала четвертой.

### Вхождение в состав Добровольческой армии
23 [25] февраля 1918 года при переформировании Добровольческой армии Георгиевская рота в начале 1-го Кубанского похода в станице Ольгинской, вошла 3-м батальоном (120 штыков) в состав Корниловского ударного полка:639.